# Episodi di Life Bites - Pillole di vita (quarta stagione)
La quarta stagione della sitcom Life Bites - Pillole di vita è andata in onda in Italia dal 15 dicembre 2009 su Disney Channel Italia.
| nº | Titolo                        | Prima TV Italia  |
| -- | ----------------------------- | ---------------- |
| 1  | Film romantico                | 15 dicembre 2009 |
| 2  | Il professionista del gelato  | 15 dicembre 2009 |
| 3  | Nascondino                    | 25 gennaio 2010  |
| 4  | Cambio sport                  | 25 gennaio 2010  |
| 5  | Il cliente                    | 26 gennaio 2010  |
| 6  | Il figlio della professoressa | 26 gennaio 2010  |
| 7  | Weekend al mare               | 27 gennaio 2010  |
| 8  | Lo scoop                      | 27 gennaio 2010  |
| 9  | L'ultima fetta                | 28 gennaio 2010  |
| 10 | La danza classica             | 28 gennaio 2010  |
| 11 | P.R.                          | 29 gennaio 2010  |
| 12 | Lavatrice                     | 29 gennaio 2010  |
| 13 | Motivazione                   | 1º febbraio 2010 |
| 14 | Il tema di Molly              | 1º febbraio 2010 |
| 15 | Anniversario                  | 2 febbraio 2010  |
| 16 | Intervista a Gym              | 2 febbraio 2010  |
| 17 | Anatrissima                   | 3 febbraio 2010  |
| 18 | L'intellettuale               | 3 febbraio 2010  |
| 19 | La pittrice                   | 4 febbraio 2010  |
| 20 | Gemelli                       | 4 febbraio 2010  |
| 21 | Parquet                       | 5 febbraio 2010  |
| 22 | La nipote del barista         | 5 febbraio 2010  |
| 23 | La panchina                   | 8 febbraio 2010  |
| 24 | La festa                      | 8 febbraio 2010  |
| 25 | Giulia stylist                | 9 febbraio 2010  |
| 26 | Il ragazzo di Molly           | 9 febbraio 2010  |
| 27 | Disordine                     | 10 febbraio 2010 |
| 28 | Palla prigioniera             | 10 febbraio 2010 |
| 29 | Teo, lo svedese               | 11 febbraio 2010 |
| 30 | Gestire la casa               | 11 febbraio 2010 |
| 31 | Fidanzati                     | 12 febbraio 2010 |
| 32 | Il plastico                   | 12 febbraio 2010 |
| 33 | Servizio clienti              | 15 febbraio 2010 |
| 34 | Lo yoga                       | 15 febbraio 2010 |
| 35 | Fuga dalla zia                | 16 febbraio 2010 |
| 36 | Il nuovo personal trainer     | 16 febbraio 2010 |
| 37 | Rossella                      | 17 febbraio 2010 |
| 38 | La tecno-zia                  | 17 febbraio 2010 |
| 39 | Nuovi incontri                | 18 febbraio 2010 |
| 40 | Il venditore                  | 18 febbraio 2010 |
| 41 | La telecamera                 | 19 febbraio 2010 |
| 42 | All'ultimo respiro            | 19 febbraio 2010 |
| 43 | Pekino Bed & Breakfast        | 22 febbraio 2010 |
| 44 | Convivenza                    | 22 febbraio 2010 |
| 45 | Il rappresentante             | 23 febbraio 2010 |
| 46 | Valigie                       | 23 febbraio 2010 |
| 47 | Parliamo?                     | 24 febbraio 2010 |
| 48 | Brutti giri                   | 24 febbraio 2010 |
| 49 | Lavoretti                     | 25 febbraio 2010 |
| 50 | La scelta di Giulia           | 25 febbraio 2010 |

## Il professionista del gelato
Teo vuole comprare il motorino e per racimolare i soldi accetta di lavorare come gelataio ambulante per Panino's, e diventerà molto bravo a fare gelati con molti gusti, ma quando un cliente gli chiedera un gelato solo al limone, Teo si innervosirà e lo caccierà, venendo licenziato.

## Nascondino
Teo e Giulia vanno male a scuola, così la mamma decide che non potranno uscire con i loro amici finché i voti non miglioreranno.

## Cambio sport
Giulia è stanca di non giocare mai a pallavolo, così si iscrive in palestra dove Sissi e Ross sono alle prese con un personal trainer davvero cattivo, che però è particolarmente generoso e disponibile con Giulia, ma era una trappola per convincere la ragazza a frequentare la sua palestra.

## Il cliente
La famiglia confonde il nuovo vicino di casa hip-hop con il cliente aspettato da papà.
- Guest star: Giovanni Vernia

## Il figlio della professoressa
Teo ha detto una cattiveria sulla professoressa di storia e per farsi perdonare dovrà diventare amico di suo figlio.

## Weekend al mare
Per togliersi di torno la zia, papà propone di fingere di essere andati al mare.

## Lo scoop
Giulia cerca una notizia da prima pagina per il giornalino della scuola, Nel parco, avra un piccolo litigio con il famoso cantante Jacopo Sarno, e le amiche, metteranno quel litigio in prima pagina.
- Guest star: Jacopo Sarno

## L'ultima fetta
La famiglia ha mangiato la torta, e la mamma ordina che l'ultima fetta è della zia, ma durante la notte, Teo e il papa fingono di essere sonnambuli per rubarla, e cominciano a sfidarsi per vedere chi cede per primo, ma rimarranno a sfidarsi fino alla mattina, e la fetta verrà mangiata dalla mamma sonnambula.

## La danza classica
Teo prende in giro Giulia perché si è iscritta a danza classica ma quando arriverà l'insegnante di danza, Teo rimane colpito dalla sua bellezza a tal punto da non saperle dire di no quando lei gli chiede se vuole iscriversi anche lui ai suoi corsi di danza.

## Il tema di molly
Molly ha fatto un tema sulla sua famiglia dove ha messo tutti tranne Teo che desideroso di finirci dentro, cominerà a giocare con Molly e a dimostrarsi molto disponibile, e alla fine ci riuscirà a finire nel tema, ma non come sperava.

## Anatrissima
Teo cerca di fare un dispetto al papà per mandarlo ad una trasmissione televisiva chiamata Anatrissima (parodia di Paperissima), ma picchierà una testata e andrà lui stesso ad Anatrissima.

## L'intellettuale
Giulia si finge intellettuale per ottenere dai genitori il permesso di andare a una festa, alla fine i genitori acconsentiranno, ma la faranno accompagnare da Secchia (uno dei protagonisti di quelli dell'intervallo).
- Guest star: Marc Tainon

## I gemelli
Teo e Gym abbordano due gemelle, ma per poterci uscire insieme dovranno fingere di essere gemelli anche loro.

## Parquet
Papà si mette in testa di voler riparare il parquet di casa, pur non essendone capace.

## Il ragazzo di Molly
Teo e Giulia sono single, per cui si ingelosiscono quando scoprono che Molly ha il fidanzato, ma quando lo porterà a casa con lei, si rivelerà antipatico, però, con un astuto stratagemma riusciranni a farlo andare via, ma Molly ne porterà a casa un altro ancora più antipatico.

## Disordine
La mamma è fuori per un paio di giorni e delega a Giulia la pulizia della casa, ma con due disordinati come papà e Teo non sarà facile; i due infatti mettono la casa sottosopra ma a sistemare la situazione ci pensa Molly con una delle sue idee.

## Palla prigioniera
La squadra dei ragazzi (Teo, Gym, Diego e Pigi) affronta quella delle ragazze (Giulia, Ross, Sissi e Molly) in un torneo di palla prigioniera, alla fine rimangono solo Teo e Molly, il ragazzo sta per vincere, ma con un astuto stratagemma riesce a vincere Molly.

## Teo, lo svedese
Teo capisce che per evitare di fare figuracce con le ragazze non deve parlarci, ma lui viene salutato da una bella ragazza e per non fare figuracce finge di essere svedese, ma il trucco dura poco.

## Fidanzati
Teo riceve le fastidiose attenzioni di una ragazza molto brutta e per togliersela di mezzo finge di essere fidanzato con Giulia.

## Il plastico
Molly appoggia il suo plastico sul sistema solare in salotto e ordina al papà e alla mamma di proteggerlo da Giulia e da Teo. Ma teo inviterà a casa sua una ragazza che vedendo il plastico lo trova bellissimo e Teo dice di averlo fatto lui il plastico, anche Gym (invitato da Giulia) troverà il plastico bellissimo e Giulia dice di averlo fatto lei ma alla fine Giulia e Teo lo rompono.

## Il nuovo personal trainer
Teo si finge il personal trainer della palestra per fare colpo su una ragazza a cui piacciono i tipi sportivi.

## Rossella
Ross decide di cambiare per piacere a Teo.

## Il venditore
Per avere dai genitori i soldi necessari per avere un motorino, Teo diviene un venditore di enciclopedie che dà anche alla sua famiglia l'abbonamento per i libri. Alla fine però scopre che, dando a mamma e papà l'abbonamento, ha perso la possibilità di avere i soldi per il motorino.

## Convivenza
La stanza di Giulia è in riparazione, così è costretta ad abitare in quella di Teo che pone un confine da non superare dividendo la stanza in due parti e dopo dice alla sorella che se oserà attraversare il confine tutte le cose della parte della sorella (un materasso e una TV croata) saranno di sua appartenenza. A causa però di questo Teo cade nella sua stessa trappola non potendo attraversare il confine. A fine episodio la famiglia va in ristorante ed il povero Teo trova anche qui il confine ed è costretto a rimanere in macchina visto che lo sportello della sua parte è rotto. Quando il ragazzo rimane solo dice triste: "Va bene, ma io ho fame!".

## Servizio clienti
Teo viene assunto come centralinista per una ditta di computer, ma è alle prese con un cliente davvero impossibile, che alla fine si scopre essere il papà.

## Lo yoga
Giulia convince la mamma a frequentare un corso di yoga per rilassarsi dallo stress familiare.

## Fuga dalla zia
La famiglia, per togliersi di torno la zia, decide di andare a pranzo da Panino's, ma la zia li segue; allora la famiglia prova a seminarla andando in palestra, ma vengono seguiti anche lì.